# 敬太
敬太（けいた、1987年9月15日 - ）は、日本の俳優。
神奈川県出身。
身長176cm。
本名・鈴木 敬太（すずき けいた）。特技はサッカー、シュートボクシング。

## 経歴
小学校の頃からサッカーをやっており、中学時代にはバルセロナへサッカー留学をし、現バルセロナのリオネル・メッシと共にプレーをした。
高校時代には全国大会に出場し、大学はサッカーの名門・国士舘大学にスポーツ推薦で進学。またJ1チームからもスカウトを受けていた。数々の選抜にも選出されており、現日本代表・香川真司、ハーフナー・マイクなど現役日本代表選手ともプレーを共にしていた。
現在は格闘技も行っており、運動能力を活かした演技などが得意である。
2017年、Saiへ所属事務所を移籍した際に、芸名を敬太（けいた）に変更した

## 出演作品

### 映画
- 新大久保物語（2013年11月16日、ユナイテッドエンタテインメント）
- 短編映画『エロトマニア』
- 土竜の唄（2014年2月15日、東宝）
- ガキ☆ロック（2014年6月28日、全力エージェンシー）
- 短編映画「男」監督：小暮法大 2017年
- 短編映画「老ナルキソス」 監督: 東海林毅 2017年
- HiGH&LOW THE WORST（2019年10月4日)
- サイレント・トーキョー（2020年12月4日、東映）
- ブレイブ 群青戦記（2021年3月12日）
- るろうに剣心 最終章 The Final / The Beginning（2021年6月4日） - 原田左之助 役
- 怪物の木こり(2023年12月1日、ワーナー・ブラザース映画)
- 3人のサイコメトラー ~誘拐事件を解決せよ~ 監督:上田慎一郎(2024年9月21日)
- ぴっぱらん!!（2024年11月1日）

### ドラマ
- ビギナーズ!　第1話（2012年・TBSテレビ）
- 匿名探偵　最終話（2012年・テレビ朝日）
- ダブルス〜二人の刑事　第1話（2013年・EX）
- S-最後の警官-　第1話（2014年1月12日放送、TBS）
- 私の嫌いな探偵 第2話（2014年1月24日、テレビ朝日)
- ビター・ブラッド　第1話（2014年4月15日、フジテレビ)
- 魔法★男子チェリーズ　（2014年6月21日 - 、テレビ東京)
- 水球ヤンキース 第1話（2014年7月12日、フジテレビ)
- 匿名探偵 第2期 第4話（2014年8月1日、テレビ朝日)
- テレビ東京開局50周年特別企画 永遠の0（2015年2月11日・14日・15日、テレビ東京）
- 破門（疫病神シリーズ） 第7話 （2015年2月27日 - 、BSスカパー!）
- きんぴか 第5話（2016年3月12日、WOWOW）
- 健康で文化的な最低限度の生活 第1話（2018年7月17日、フジテレビ）
- イノセンス 冤罪弁護士 最終話（2019年3月23日、日本テレビ）
- 俺のスカート、どこ行った? 第7話（2019年6月1日、日本テレビ） - 佐藤 巧 役
- やすらぎの刻〜道 第79話 - （2019年7月25日、テレビ朝日）
- ボイス 110緊急指令室 第6話 - 第7話（2019年8月17日 - 8月31日、日本テレビ） - 長坂武司 役
- TOKYO MER～走る緊急救命室～ 第3話（2021年7月18日、TBS）
- 特捜9 season5 最終話（2022年6月22日、朝日テレビ） - 島崎達夫 役
- 最初はパー 第1話（2022年10月28日、テレビ朝日）
- ラストマン-全盲の捜査官- 第6話（2023年5月28日、TBS）
- 警部補ダイマジン 第3話（2023年7月28日、テレビ朝日）
- ONE DAY〜聖夜のから騒ぎ〜 第3話,第10話（2023年10月23日・12月11日、フジテレビ）
- 今日からヒットマン 第3話（2023年11月10日、テレビ朝日）
- 自転しながら公転する第3話（2023年12月28日、読売テレビ・日本テレビ）
- 素晴らしき哉、先生! 第4話（2024年9月8日、朝日放送テレビ・テレビ朝日系）
- 問題物件 第7話（2025年2月26日、フジテレビ） [2]
- アイシー〜瞬間記憶捜査・柊班〜 第8話（2025年3月11日、フジテレビ） [3]
- 秘密〜THE TOP SECRET〜 第9話（3月24日、関西テレビ・フジテレビ）

### 舞台
- 大家族ゲーム （2013年、作・演出 大滝裕一）：康四 役
- SEVENMEN SIXWOMEN （2014年、作・演出:大和）：北見昌 役
- 俺は、君のためにこそ死ににいく（2015年4月、原作：石原慎太郎  作・演出:野伏翔、俳優座劇場）:戸田憲兵軍曹 役
- あの娘とスキャンダル  (2017年8月、脚本 : 中津留章仁 演出 : 植田朝日 新宿SAMURAI)

### 配信ドラマ
- 暴力無双 （2021年1月24日、Xstream46）
- 忍びの家 House of Ninjas 第2話,第3話（2024年2月15日、Netflix）
- 地面師たち 第3話（2024年7月25日、Netflix）
- 龍が如く〜Beyond the Game〜（2024年10月25日、Amazon Prime Video） - 田中敬介 役
- ガンニバル シーズン2（2025年3月19日配信予定、Disney+ Star）-岩崎小隊長 役

### 配信映画
- Demon City 鬼ゴロシ（2025年2月27日配信、Netflix）

#### CM
- エプソン 品川アクアスタジアム水族館
- 相鉄・東急直通線開業記念ムービー『父と娘の風景』（2023年3月16日 - 、相鉄グループ）

#### その他
- Mrサンデー 再現VTR　大塚とむ 役
- タイマン２（2017年1月6日、オールインエンタテインメント）:吉田 健 役